# Krafft Arnold Ehricke

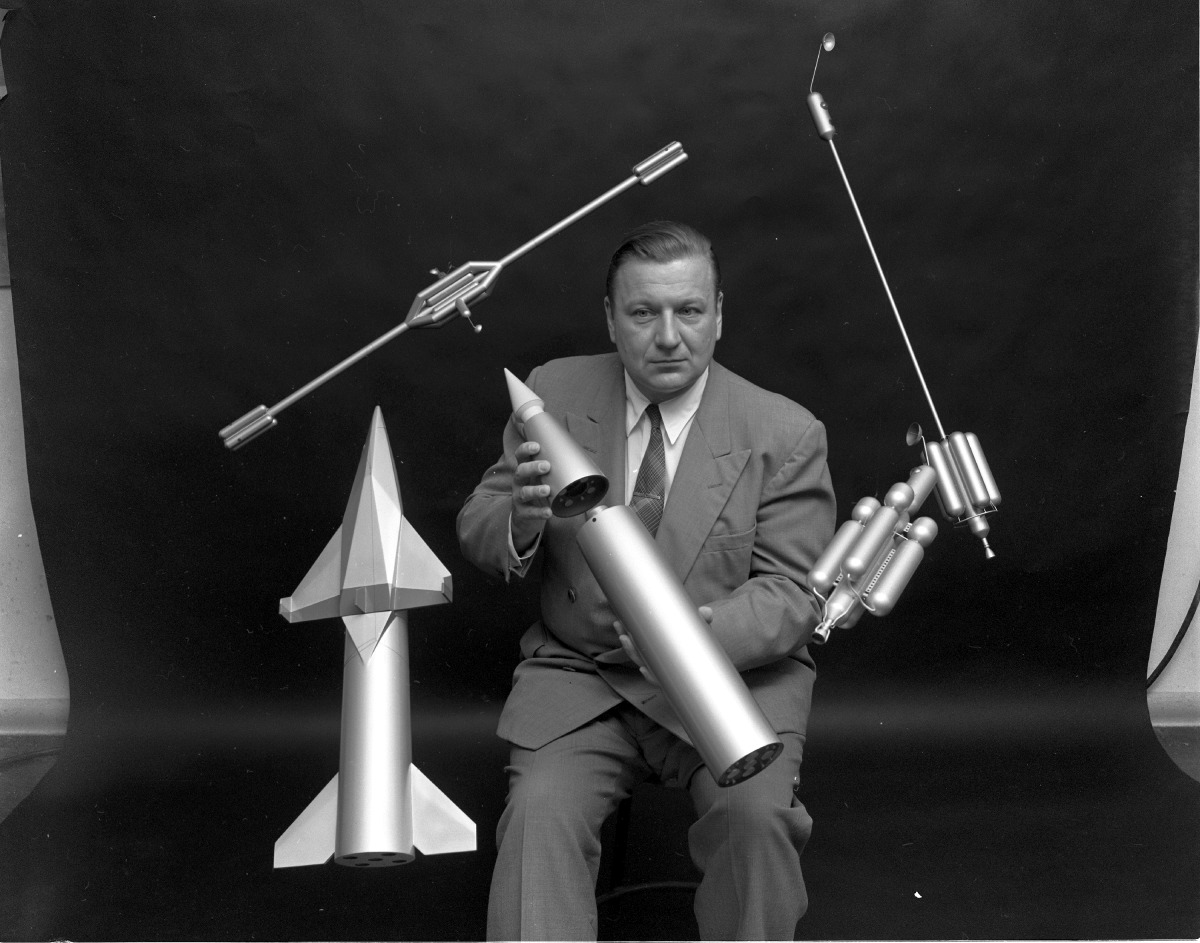
Krafft Ehricke mit Modellen von Satelliten und Raketenstufen, 1957

Krafft Arnold Ehricke (* 24. März 1917 in Berlin; † 11. Dezember 1984 in La Jolla) war ein deutsch-amerikanischer Raketentechniker.

## Leben und Wirken

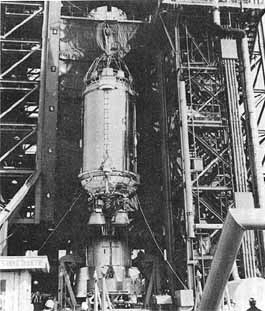
Die von Ehricke entwickelte Centaur-Raketenstufe

Der Vater, Arnold Ehricke, war Professor für Zahnheilkunde und Kieferchirurgie. Die Mutter, Ruth, war praktizierende Zahnärztin und lebte nach der Scheidung in Boston.
Ehricke schloss 1942 das Studium der Luftfahrttechnik an der Technischen Hochschule Berlin ab. Während des Zweiten Weltkriegs war er ein bedeutendes Mitglied des Raketenentwicklungsprogramms in Peenemünde. Hier begann er mit seiner Arbeit über zukünftige Raumfahrtprojekte, einschließlich bemannter Raumfahrt und nuklearer Raketenantriebe. 
1947 kam er im Rahmen der Operation Paperclip in die USA, wo er seine Arbeiten über Raketen und Raumfahrt fortsetzte. Anfang der 1950er Jahre wurde er Mitarbeiter der neu gegründeten Consolidated Vultee Aircraft Corporation (später General Dynamics) Astronautics Division. Er war an der Entwicklung der erfolgreichen Atlas-Rakete beteiligt. Im Jahre 1954 erhielt Krafft Ehricke die Staatsbürgerschaft der USA. 1959 wurde er zum Direktor des Centaur-Programms ernannt. Im Rahmen des Programms leitete er die Entwicklung der weltweit ersten Raketenstufe, die flüssigen Wasserstoff und flüssigen Sauerstoff als Treibstoff verwendete.
Ab 1974 als Chefwissenschaftler bei der North American Rockwell Space Systems Division entwickelte er Konzepte der interplanetaren und interstellaren Raumfahrt sowie der Rohstoffgewinnung auf Mond und Mars.
Ehricke starb 1984 in La Jolla an Leukämie. 
Ein Teil seiner Asche wurde 1997 bei der ersten Weltraumbestattung ins All gebracht.

## Familie
Ehricke war verheiratet mit Ingeborg, mit der er drei Töchter hatte. Seine Witwe gründete 1985 das Krafft A. Ehricke Institute for Space Development.

## Werke (Auswahl)
- Krafft A. Ehricke: Space Flight, Volume 1: Environment and Celestial Mechanics, Van Nostrand Reinhold (1962)
- Krafft A. Ehricke: Space Flight, Volume 2: Dynamics, Van Nostrand Reinhold (1962)
- Krafft A. Ehricke: Future Missions, New York Academy of Sciences (1965)
- Krafft A. Ehricke, Betty A. Miller: Exploring the planets, Little, Brown (1969)